# Kvanteø
En kvanteø, kvanteprik, halvledernanokrystal eller et kvantepunkt (QD fra eng. quantum dot) er et halvlederkrystal indeholdt i en diameter på nogle få nanometer. Pga. sin lille størrelse opfører en kvanteø sig som en potentialbrønd. En potentialbrønd fastholder elektroner i 3 dimensioner i et område med en størrelse, som svarer til elektronens de Broglie-bølgelængde, hvilket er nogle få nanometer i en halvleder. Sammenlign det med kvanteledninger (fastholder i 2D) og kvantebrønde (fastholder i 1D).
Pga. fastholdelsen er elektronens energiniveauer kvantiserede, ligesom i et atom. Det er grunden til at kvanteøer kaldes "kunstige atomer". Energiniveauerne kan styres ved at størrelsen og formen på kvanteøen ændres.

## Anvendelser
Pga. kvanteøers halv-nul dimensionelle udstrækning har de et skarpere tilstandstæthed (en) end højere-dimensionelle strukturer. Resultatet er, at kvanteøer har uovertrufne transport- og optiske egenskaber og der bliver forsket i at deres anvendelse i f.eks. højeffektive lysdioder, højeffektiv UVA til hvidt lys fluorescens, fiberoptisk lysregenerering, diodelaserere og detektorer.

En kvanteø er den aktive del i en enkelt elektron transistor.
Kvantemekanisk sammenfiltring af flere kvanteøer (i rollen som qubits) er en af de mest håbefulde kandidater til faststof kvantecomputere.
Kvanteøer kan sandsynligvis anvendes til fremstilling af solceller med en virkningsgrad på 65% ifølge (May 2005, American Chemical Society's Nano Letters Journal), hvilket er mere end dobbelt så meget som dagens bedste masseproducerede solceller.

## Fabrikation og størrelse
I halvledere er kvanteøer små områder af et materiale "begravet" i et andet materiale med et større båndgab.
Kvanteøen er i en størrelsesorden på elektronens de Broglie-bølgelængde og den er ved stuetemperatur:
{\displaystyle {\frac {h}{\sqrt {2m_{e}E}}}}
Her gælder der:
{\displaystyle E=k_{b}\cdot T=1,3810^{-23}{\frac {J}{K}}\cdot 300K}
Det giver så:
{\displaystyle {\frac {6,62610^{-34}Js}{\sqrt {2\cdot 9,10910^{-31}kg\cdot 1,3810^{-23}{\frac {J}{K}}\cdot 300K}}}\approx 7,6nm}

## Nobelpris i kemi
I 2023 modtog Moungi G. Bawendi, Louis E. Brus, og Aleksej I. Jekimov Nobelprisen i kemi for deres henholdsvis opdagelse, og syntese af kvanteø.